# 褐毛野桐
褐毛野桐（学名：Mallotus metcalfianus），为大戟科野桐属下的一个植物种。